# 11370 Набраун
11370 Набраун (11370 Nabrown) — астероїд головного поясу, відкритий 17 серпня 1998 року.
Тіссеранів параметр щодо Юпітера — 3,391.